# Ceratopetalum
Ceratopetalum é um género botânico pertencente à família Cunoniaceae.
1. ↑  «Ceratopetalum — World Flora Online». www.worldfloraonline.org. Consultado em 19 de agosto de 2020